# 743
Раннє Середньовіччя. Триває чума Юстиніана. У Східній Римській імперії завершилося правління Артабаста, відновилося правління Костянтина V. Більшу частину території Італії займає Лангобардське королівство, деякі області належать Візантії. У Франкському королівстві почалося правління Хільдериха III, фактична влада розділена між синами Карла Мартела. Піренейський півострів, окрім Королівства Астурія, в руках маврів. В Англії триває період гептархії. Авари та слов'яни утвердилися на Балканах. Центр Аварського каганату лежить у Паннонії. Існують слов'янські держави: Карантанія та Перше Болгарське царство.
Омеядський халіфат займає Аравійський півострів, Сирію, Палестину, Персію, Єгипет, Північну Африку та Піренейський півострів. У Китаї править династія Тан. Індія роздроблена. У Японії триває період Нара. Хазарський каганат підпорядкував собі кочові народи на великій степовій території між Азовським морем та Аралом. Тюркський каганат доживає останні роки.
На території лісостепової України в VIII столітті виділяють пеньківську й корчацьку археологічні культури. У VIII столітті триває швидке розселення слов'ян. У Північному Причорномор'ї співіснують різні кочові племена, зокрема булгари, хозари, алани, авари, тюрки, кримські готи.

## Події
- Валід II став халіфом Омеядського халіфату.
- На трон Франкського королівства зійшов останній король династії Меровінгів Хільдерік III. Його влада номінальна, фактично королівством правлять мажордоми Піпін Короткий та Карломан.
- Карломан запровадив зміни у праві, зокрема precaria verbo regis, що дозволяло правителю забирати церковні землі й передавати їх знаті за умови виплати оброку. У королівстві починає складатися феодальний лад.
- Карломан та святий Боніфатій організували перший церковний собор на землях алеманів.
- Василевсом Візантії знову став Костянтин V. Узурпатора Артабаста осліпили й провезли на ослі по іподрому.
- Папа Захарій добився від короля лангобардів Лютпранда підписання перемир'я з Візантією.
- В Японії проголошено Закон про довічну приватизацію цілини.
- Заснування храму Тодайдзі імператором Сьому.